# Paul George
Paul Clifton Anthony George (Palmdale, 2 de maio de 1990) é um jogador norte-americano de basquete profissional que atualmente joga pelo Philadelphia 76ers na National Basketball Association (NBA).
Apelidado de "PG-13", ele foi selecionado nove vezes para o All-Star Game da NBA e seis vezes para o All-NBA Team, além de ser quatro vezes membro da Equipe Defensiva da NBA.
George jogou basquete universitário por Fresno State e foi selecionado pelo Indiana Pacers como a 10ª escolha geral no draft da NBA de 2010.
Em 2014, George sofreu uma fratura na perna enquanto competia por uma vaga na equipe dos Estados Unidos para a Copa do Mundo. Ele perdeu a maior parte da temporada de 2014-15, mas se recuperou e voltou a ser selecionado para o All-Star Game em 2016, quando também conquistou uma medalha de ouro olímpica. George oi trocado para o Oklahoma City Thunder em 2017, onde jogou por duas temporadas antes de ser negociado para o Los Angeles Clippers em 2019. Ele assinou posteriormente com os 76ers, onde joga a partir de 2024.

## Primeiros anos
Paul George nasceu em Palmdale, Califórnia, filho de Paul George e Paulette George. Ele cresceu com duas irmãs mais velhas: Teiosha, que jogou basquete na Universidade Pepperdine, e Portala, que jogou vôlei na CSU-San Bernardino. 
George idolatrava a estrela do Los Angeles Lakers, Kobe Bryant, e cresceu torcendo tanto para o Lakers quanto para o Los Angeles Clippers. Ele passou a maior parte de seu tempo livre jogando basquete no parque ou jogando um contra um contra sua irmã mais velha, Teiosha. Ele frequentou a Knight High School e jogou pelo time Pump and Run da Amateur Athletic Union (AAU), onde foi colega de Jrue Holiday.

## Carreira no ensino médio
George frequentou a Knight High School em Palmdale. Percebendo seu potencial, o técnico o colocou em uma posição de destaque em sua última temporada. Nesse ano, George levou a escola ao título da Golden League e foi nomeado o MVP. Ele terminou essa temporada com médias de 23,2 pontos e 11,2 rebotes.
George não era considerado um grande prospecto pelas universidades. O site Rivals.com o classificou como um recruta de três estrelas e ele ficou em 20º lugar entre os prospectos da Califórnia, que incluiu jogadores como Jrue Holiday e DeMar DeRozan. George comprometeu-se verbalmente com a Universidade de Santa Clara, a primeira universidade a lhe oferecer uma bolsa de estudos, mas depois desistiu dessa escolha, pois seu técnico no ensino médio achava que ele deveria manter suas opções em aberto. Após uma experiência positiva ao participar de um evento na Universidade Pepperdine, George se comprometeu com a universidade em 9 de agosto de 2007. No entanto, no meio de sua temporada de último ano, ele desfez esse compromisso depois que o técnico Vance Walberg deixou o cargo na universidade. Por fim, George escolheu Fresno State principalmente porque era mais perto de casa, permitindo que sua família assistisse aos seus jogos, e porque ele gostou do campus.

## Carreira universitária
George jogou por duas temporadas na Fresno State. Em seu primeiro jogo, ele marcou 14 pontos em uma vitória contra Sacramento State. No jogo seguinte, George registrou 25 pontos e 10 rebotes em uma derrota contra Saint Mary's. Apesar da derrota, ele causou uma grande impressão com uma enterrada de uma mão que lhe rendeu o "Play of the Day" do SportsCenter em 18 de novembro de 2008. Em 9 de fevereiro de 2009, ele marcou 29 pontos, seu recorde na época, em uma vitória por 88–82 sobre Boise State.
No Torneio da WAC de 2009, Fresno State avançou até as quartas de final contra Utah State, líderes da competição. Durante a partida, George forçou um recorde pessoal de 5 roubos de bola e terminou com 16 pontos, o maior da equipe, em uma derrota por 85–68. George liderou a Western Athletic Conference (WAC) em minutos jogados (1.176) e terminou em segundo lugar em três pontos (44,7%), roubos de bola (59) e roubos de bola por jogo (1,74). Sua porcentagem de acertos de 3 pontos foi a terceira melhor da história do programa de basquete masculino de Fresno State. Ele foi titular em todos os 34 jogos e terminou a temporada com médias de 14,3 pontos, 6,2 rebotes, 2,0 assistências e 1,7 roubos de bola, com 47% de aproveitamento nos arremessos.
Em seu segundo ano, em 11 de fevereiro, ele marcou 30 pontos, seu recorde da carreira até então, em uma vitória contra New Mexico State. Durante o Torneio da WAC de 2010, ele registrou 22 pontos e 11 rebotes em uma derrota para Louisiana Tech nas quartas de final. A equipe terminou a temporada com um recorde de 15–18 e George teve médias de 16,8 pontos, 7,2 rebotes, 3,0 assistências e 2,2 roubos de bola com 42,4% de aproveitamento nos arremessos e 90,9% nos lances livres. Ele foi nomeado para a Segunda-Equipe da WAC e ficou em segundo lugar na WAC em porcentagem de lances livres (90,9%), roubos de bola (64) e roubos de bola por jogo (2,2).
Em 10 de novembro de 2019, o número 24 de Paul George foi aposentado por Fresno State em homenagem à sua carreira universitária.

## Carreira profissional

### Indiana Pacers (2010–2017)

#### Pré-draft e Primeira Temporada
Em 31 de março de 2010, George anunciou que abriria mão de suas duas últimas temporadas de elegibilidade universitária e se declararia para o draft da NBA de 2010. Dois dias antes do draft, Marc J. Spears, do Yahoo! Sports, publicou um artigo citando um olheiro anônimo da Conferência Leste, que afirmou: "Em cinco anos, Paul George será o melhor jogador a sair deste draft".
Na esperança de selecionar Derrick Favors, o Indiana Pacers discutiu uma troca de draft com o New Jersey Nets mas o negócio não se concretizou. George foi selecionado pelos Pacers como a 10º escolha geral, tornando-se a escolha mais alta da história do draft da Fresno State. Em 1º de julho de 2010, ele assinou seu contrato de novato com os Pacers, um acordo garantido de dois anos e US$3,9 milhões, com opções de equipe para o terceiro e quarto anos.
Em 27 de outubro de 2010, George fez sua estreia na NBA contra o San Antonio Spurs, jogando 23 minutos e marcando 4 pontos. Em uma partida contra o Washington Wizards, ele acertou cinco arremessos de três pontos e terminou com 23 pontos, seu recorde de carreira na época. George teve médias de 7,8 pontos, 3,7 rebotes e 1,1 assistências com 45% de aproveitamento nos arremessos em sua primeira temporada, sendo titular em 19 dos 61 jogos disputados.
Nos playoffs de 2011, George foi um dos dois únicos novatos do draft de 2010 a estar no quinteto inicial de sua equipe, o outro sendo Landry Fields do New York Knicks. Nos playoffs, os Pacers foram eliminados em cinco jogos pelo Chicago Bulls.

#### Temporada de 2011–12
Em 3 de fevereiro de 2012, George registrou 30 pontos, 9 rebotes, 5 assistências, 5 roubos de bola e 1 bloqueio em uma vitória contra o Dallas Mavericks. Ele foi selecionado para competir no Rising Stars Challenge durante o NBA All-Star Weekend de 2012.
George terminou a temporada reduzida de 2011–12 com médias de 12,1 pontos, 5,6 rebotes e 2,4 assistências, com 44% de aproveitamento nos arremessos. Ele foi titular em todos os 66 jogos pelos Pacers durante a temporada. Após vencer o Orlando Magic em cinco jogos na primeira rodada, os Pacers foram eliminados pelos futuros campeões da NBA, o Miami Heat, por 4-2 nas semifinais da Conferência Leste. Durante a série, George teve dificuldades, convertendo apenas 19 de 52 arremessos.

#### Temporada 2012–13
Durante suas duas primeiras temporadas na NBA, George jogou principalmente na posição de ala-armador. No entanto, com Danny Granger perdendo quase toda a temporada devido a lesões no joelho e na panturrilha, George passou a jogar como ala e se tornou a principal opção ofensiva dos Pacers em sua terceira temporada. Em 21 de novembro de 2012, George fez nove arremessos de três pontos, registrando um recorde da carreira de 37 pontos em uma vitória contra o New Orleans Hornets. Os nove arremessos de três pontos quebraram o recorde da franquia de mais 3 pontos feitos em um único jogo, superando Reggie Miller.
Em dezembro de 2012, George foi nomeado o Jogador da Semana pela primeira vez em sua carreira, após vencer três jogos consecutivos. Em 13 de fevereiro de 2013, ele registrou seu primeiro triplo-duplo na carreira em uma vitória contra o Charlotte Bobcats com 23 pontos, 12 rebotes, 12 assistências e 2 roubos de bola. Na mesma temporada, George foi selecionado para jogar no All-Star Game de 2013, em Houston, conquistando sua primeira escolha para o All-Star. Durante o jogo, ele registrou 17 pontos, 3 rebotes e 4 assistências em 20 minutos na derrota do Leste contra o Oeste por 143–138.
Nessa temporada, George teve suas melhores médias na carreira com 17,4 pontos, 7,6 rebotes e 4,1 assistências, sendo o único jogador na liga com pelo menos 140 roubos de bola e 50 bloqueios. Ao final da temporada regular, ele foi nomeado o Jogador que Mais Evoluiu de 2013.
No Jogo 1 da primeira rodada dos playoffs contra o Atlanta Hawks, George registrou seu primeiro triplo-duplo nos playoffs com 23 pontos, 11 rebotes e 12 assistências em uma vitória de 107–90. Foi o primeiro triplo-duplo na pós-temporada de um jogador dos Pacers desde Mark Jackson nos playoffs de 1998. George liderou os Pacers com 18 pontos, 14 rebotes e 7 assistências no Jogo 4 das semifinais da Conferência Leste contra o New York Knicks, em uma vitória de 93–82 em 14 de maio de 2013. No Jogo 1 das Finais da Conferência Leste contra o Miami Heat, George fez um arremesso de três pontos no final do quarto período para empatar o jogo e forçar uma prorrogação. Durante a prorrogação, Dwyane Wade cometeu falta em George com 2,2 segundos restantes. Apesar de George acertar todos os 3 lances livres e colocar os Pacers na frente por 102–101, a equipe acabou perdendo, pois LeBron James fez uma cesta no último segundo. Os Pacers foram derrotados pelos Heat em 7 jogos.
Para encerrar uma grande temporada de 2012–13, George foi nomeado para a Segunda-Equipe Defensiva da NBA e para a Terceira-Equipe da NBA.

#### Temporada 2013–14

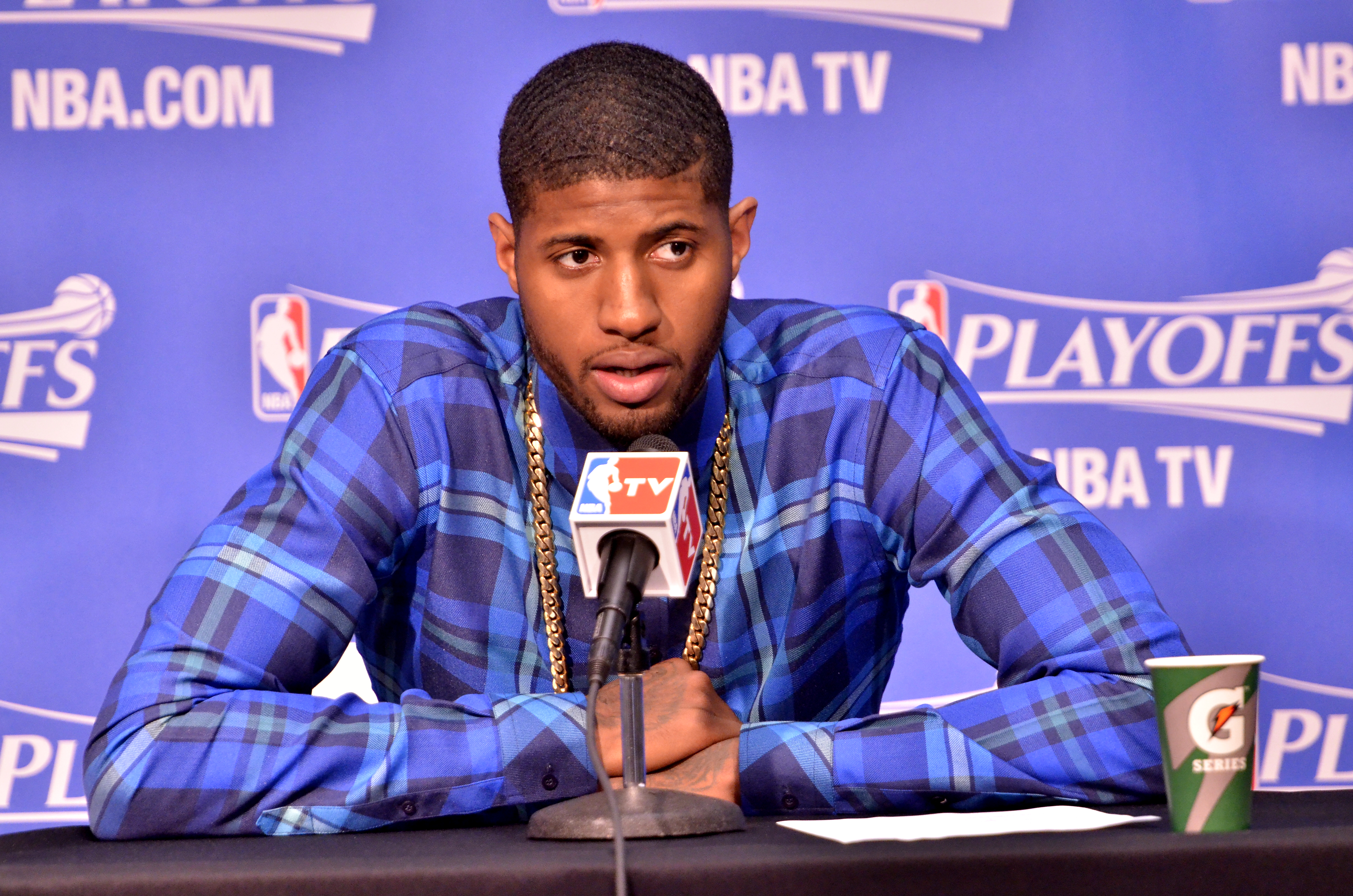
George com os Pacers em 2014

Em 25 de setembro de 2013, os Pacers estenderam o contrato de Paul George. A extensão, que começaria ao final de seu contrato de novato em 2014, era uma extensão "5/30" (5 anos e 30% do teto salarial), sujeita a aprovação. George teria que ser eleito para mais um All-NBA Team (em qualquer nível) ou ser o MVP durante a temporada de 2013–14 para se qualificar para a extensão de 30%. Se atendesse a qualquer um desses critérios, a extensão de 30% seria estimada em cerca de US$90 milhões ao longo do contrato de 5 anos. Caso não cumprisse os requisitos, ele seria contratado por 25% do teto salarial.
Os Pacers começaram a temporada de 2013–14 com 9 vitórias e nenhuma derrota, pela primeira vez na história da franquia. George terminou com 31 pontos, 10 rebotes, 4 assistências e 4 roubos de bola em uma vitória de 99–91 contra o Detroit Pistons. Ele então registrou 23 pontos, 8 rebotes e 6 assistências na vitória de 91–84 sobre o Toronto Raptors em 8 de novembro. No dia seguinte, George marcou 24 pontos e pegou 6 rebotes em uma vitória de 96–91 sobre o Brooklyn Nets. Por esses esforços, ele foi nomeado o Jogador da Semana. Com nove vitórias consecutivas, Indiana se tornou o primeiro time da NBA a começar a temporada com 9–0 desde o Dallas Mavericks na temporada de 2002–03.
Em 2 de dezembro de 2013, George marcou um recorde da carreira de 43 pontos em uma derrota de 106–102 para o Portland Trail Blazers. No dia seguinte, ele foi nomeado Jogador do Mês, pela primeira vez em sua carreira, após liderar os Pacers a um recorde de 15–1 em novembro.
Os Pacers terminaram a temporada regular com um impressionante recorde de 56–26. Nos playoffs de 2014, a equipe eliminou o Atlanta Hawks e o Washington Wizards nas duas primeiras rodadas. No Jogo 4 contra os Wizards, George marcou um recorde nos playoffs de 39 pontos. No entanto, os Pacers foram eliminados nas Finais da Conferência Leste pelo Miami Heat pela terceira vez consecutiva.
Pelo seu desempenho, George foi nomeado para a Terceira-Equipe All-NBA e para a Primeira-Equipe Defensiva, qualificação que garantiu a extensão de 30% do teto salarial.

#### Temporada de 2014–15: Lesão

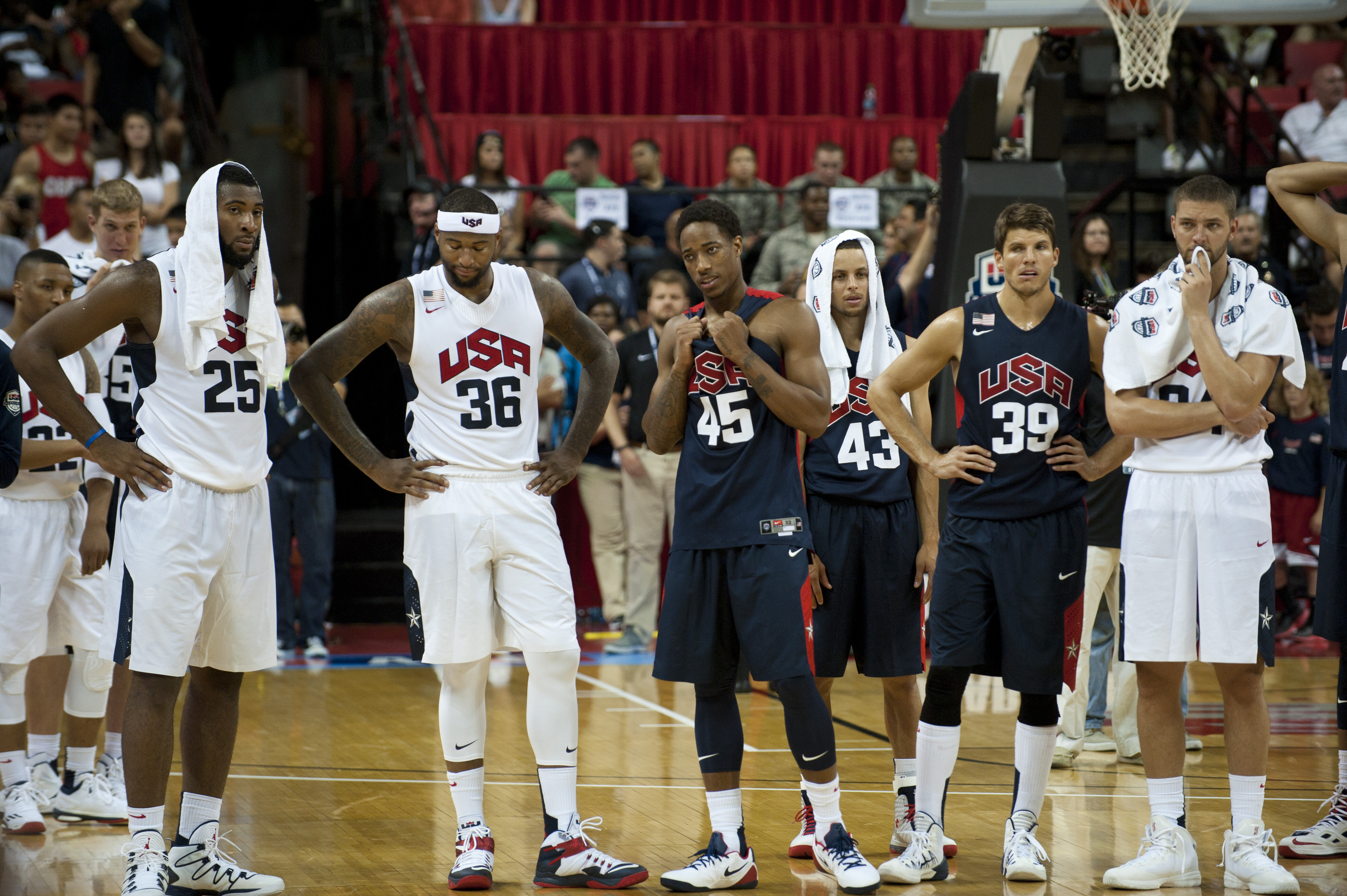
Jogadores da seleção dos EUA reagem após George sofrer uma lesão séria na perna em 1º de agosto de 2014.

Durante a temporada de 2014, Paul George foi chamado para integrar a Seleção Americana que iria disputar a Copa do Mundo de 2014 na Espanha. No dia 1º de agosto, ele sofreu uma fratura composta após aterrissar de forma errada durante um treino em Las Vegas. Após o acidente, George foi imediatamente levado ao hospital para uma cirurgia de emergência, onde foi colocado um pino na perna. Embora o prognóstico oficial não tenha sido dado imediatamente, a expectativa era de que ele perderia toda a temporada de 2014–15.
Apesar da gravidade da lesão, George expressou o desejo de voltar a jogar em algum momento durante a temporada. Ele foi autorizado a colocar peso na perna em setembro e, em outubro, já estava arremessando durante os treinos. Ele participou de seu primeiro treino completo no dia 26 de fevereiro. Em 5 de abril de 2015, George fez seu retorno à equipe, marcando 13 pontos em 15 minutos e acertando dois arremessos de três pontos importantes no quarto período, ajudando os Pacers a derrotarem o Miami Heat por 112–89. Ele jogou as últimas seis partidas da temporada com médias de 8,8 pontos e 3,7 rebotes.

#### Temporada de 2015–16
Na abertura da temporada de 2015–16, em 28 de outubro, contra o Toronto Raptors, George registrou 17 pontos e 12 rebotes na derrota por 106–99. Após a partida, ele criticou publicamente os árbitros e foi multado em US$10.000. Em 6 de novembro, ele marcou 36 pontos em uma vitória de 90–87 sobre o Miami Heat. Em 24 de novembro, George marcou 40 pontos e acertou sete arremessos de três pontos, parte de um recorde da franquia de 19 bolas de três convertidas, em uma vitória de 123–106 sobre o Washington Wizards. Em 3 de dezembro, ele foi nomeado Jogador do Mês para os jogos de outubro e novembro após liderar a Conferência Leste e classificar-se em quarto lugar na NBA em pontos (27,2), ajudando os Pacers a vencerem 11 de 13 jogos após um início de 0–3.
Em 26 de novembro, George anotou 48 pontos, um recorde da carreira, na derrota na prorrogação por 122–119 para o Utah Jazz. George também competiu no All-Star Game da NBA de 2016 em Toronto, representando a Conferência Leste, onde foi o maior pontuador da partida com 41 pontos, ficando a um ponto do recorde de Wilt Chamberlain (42) em 1962. Em 19 de março, ele teve uma performance de 45 pontos na derrota por 115–111 para o Oklahoma City Thunder.
George ajudou os Pacers a retornarem aos playoffs em 2016, terminando a temporada regular como a sétima colocada da Conferência Leste com um recorde de 45–37. Em 16 de abril de 2016, George jogou sua primeira partida de playoffs desde 2014, marcando 33 pontos em uma vitória no Jogo 1 contra os Raptors. No Jogo 5 da série, ele anotou 39 pontos em uma derrota, enquanto os Pacers estavam atrás por 3–2. Os Pacers acabaram perdendo a série em sete jogos.
Após a temporada de 2015–16, George se juntou à Seleção Americana para os Jogos Olímpicos de Verão de 2016.

#### Temporada de 2016–17

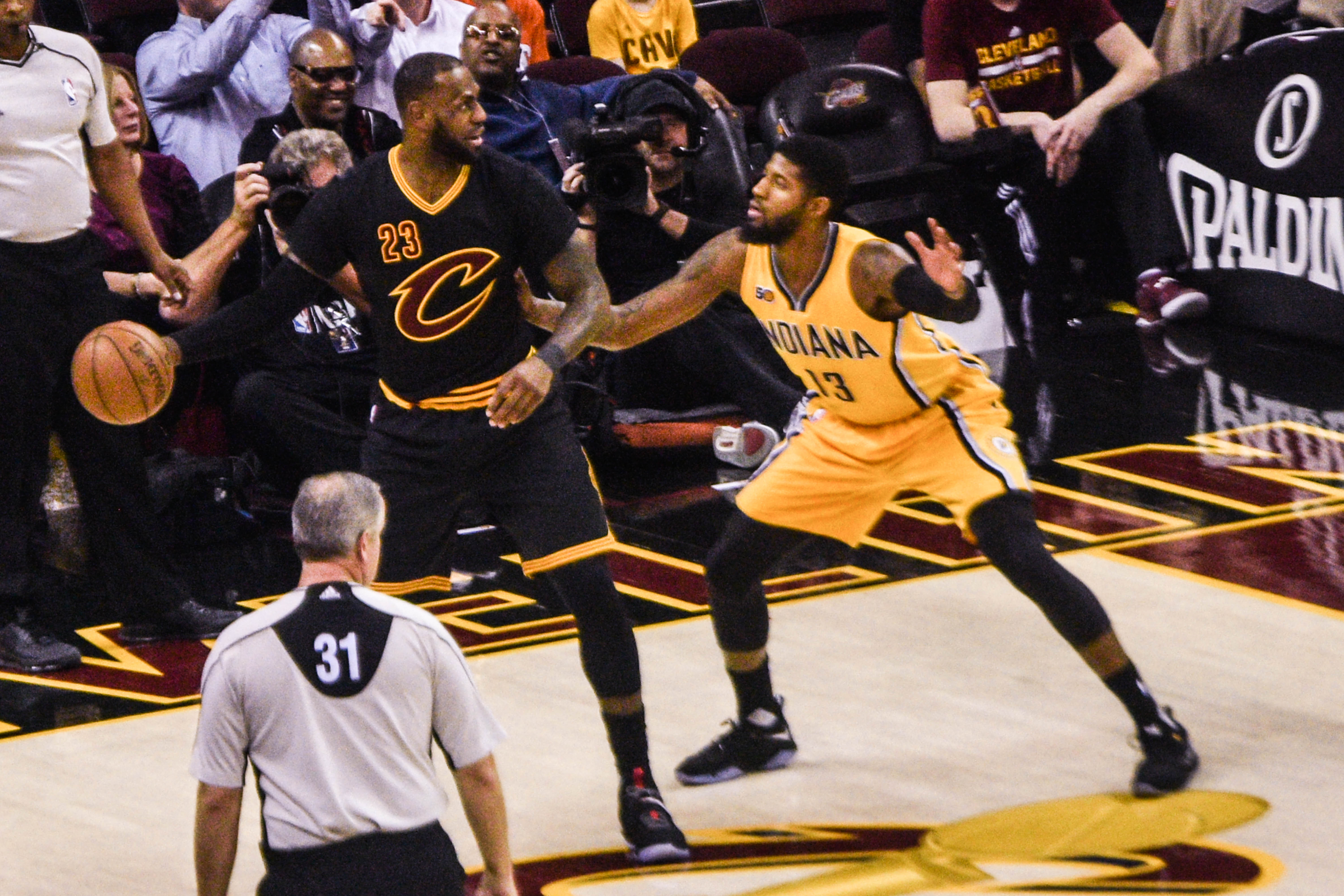
George defendendo LeBron James em 2017.

Em 26 de outubro de 2016, na partida de abertura da temporada dos Pacers, George marcou 25 pontos na vitória por 130–121 na prorrogação contra o Dallas Mavericks. Em 10 de dezembro, ele registrou 37 pontos, incluindo 13 consecutivos no quarto quarto, para conduzir os Pacers a uma vitória por 118–111 sobre o Portland Trail Blazers. Em 29 de janeiro de 2017, ele marcou 33 pontos na vitória por 120–101 sobre o Houston Rockets, igualando seu recorde de carreira ao superar os 30 pontos pela quarta partida consecutiva.
Em 15 de março de 2017, ele acertou seis bolas de três pontos e marcou 27 dos seus 39 pontos, seu recorde da temporada, no segundo tempo da vitória dos Pacers por 98–77 contra o Charlotte Hornets. Em 14 de abril de 2017, George foi nomeado Jogador do Mês da Conferência Leste para os jogos de abril, onde teve médias de 32,8 pontos, 8,2 rebotes e 4,5 assistências, a melhor da NBA. Os Pacers terminaram esse período com 5 vitórias e 1 derrota, garantindo uma vaga nos playoffs pela sexta vez nas últimas sete temporadas.
Na terceira partida da primeira rodada dos playoffs contra o Cleveland Cavaliers, George registrou 36 pontos, 15 rebotes (recorde pessoal em playoffs) e nove assistências, ficando a uma assistências do seu segundo triplo-duplo nos playoffs. Após liderar por 74–49 no intervalo, os Pacers acabaram perdendo o jogo por 119–114 e caíram para 3–0 na série.

### Oklahoma City Thunder (2017–2019)

#### Temporada de 2017–18
Em 6 de julho de 2017, George foi trocado para o Oklahoma City Thunder em troca de Victor Oladipo e Domantas Sabonis. O Thunder adquiriu George apesar de seu status de agente livre no ano seguinte e da sua preferência declarada por se juntar ao Los Angeles Lakers, em sua terra natal.
Em sua estreia pelo Thunder, George marcou 28 pontos, sendo o maior pontuador da equipe, na vitória por 105–84 sobre o New York Knicks. Em 10 de novembro de 2017, ele registrou sua maior pontuação da temporada com 42 pontos na vitória por 120–111 sobre o Los Angeles Clippers. Após um início de temporada com recorde de 8-12, o Thunder melhorou para 20–15 após uma vitória por 124–107 sobre o Toronto Raptors em 27 de dezembro. George marcou 33 pontos contra os Raptors, acertando 7 de 10 bolas de três pontos, igualando o recorde do Thunder para mais bolas de 3 em um jogo.
Em 20 de janeiro de 2018, ele teve uma performance de 36 pontos em uma vitória por 148–124 sobre o Cleveland Cavaliers. Em 27 de janeiro de 2018, George foi escolhido como substituto de DeMarcus Cousins para a equipe de LeBron James no All-Star Game de 2018. Em 1º de fevereiro de 2018, ele marcou 43 pontos em uma derrota por 127–124 para o Denver Nuggets, sua maior pontuação da temporada. Na última partida da temporada regular do Thunder, George marcou 40 pontos na vitória por 137–123 sobre o Memphis Grizzlies.
No Jogo 1 da primeira rodada dos playoffs contra o Utah Jazz, George marcou 36 pontos em uma vitória por 116–108, estabelecendo um recorde de playoffs do Thunder com oito bolas de três pontos. No Jogo 4, ele foi o maior pontuador da equipe com 32 pontos, mas o Thunder perdeu por 113–96. No Jogo 5, George registrou 34 pontos e 8 rebotes, ajudando o Thunder a se recuperar de uma desvantagem de 25 pontos no segundo tempo para evitar a eliminação e vencer o Jazz por 107–99. No entanto, a equipe perdeu o Jogo 6 e foi eliminado nos playoffs com uma derrota por 4–2. George teve 5 pontos no Jogo 6, apesar de registrar 8 assistências.

#### Temporada de 2018–19
Embora ainda quisesse voltar para o sul da Califórnia, George também "adorava a situação" em Oklahoma City. Ele decidiu, semanas antes do início da agência livre em 1º de julho de 2018, que permaneceria com o Thunder e nunca marcou uma reunião com o Los Angeles Lakers. Em 6 de julho, George renovou com o Thunder por um contrato de quatro anos e US$137 milhões.
Em 8 de novembro de 2018, George teve 20 pontos, 11 rebotes, seis assistências e seis roubos de bola na vitória por 98–80 sobre o Houston Rockets, ajudando o Thunder a vencer sete jogos consecutivos após começar a temporada com 0–4. Em 14 de novembro, ele marcou 35 pontos, seu recorde da temporada, na vitória por 128–103 sobre o New York Knicks. Em 5 de dezembro, George marcou 47 pontos, incluindo uma bola de três pontos decisiva com 3,1 segundos restantes, que deu ao Thunder uma vitória de 114–112 sobre o Brooklyn Nets. Em 19 de dezembro, ele registrou 43 pontos e 12 rebotes na vitória por 132–113 sobre o Sacramento Kings. Em 22 de dezembro, ele teve outra exibição de 43 pontos, além de 14 rebotes, na vitória apertada de 107–106 sobre o Utah Jazz.
Em 1º de fevereiro, ele marcou 43 pontos e acertou um recorde pessoal de 10 bolas de três pontos na vitória por 118–102 sobre o Miami Heat. Em 5 de fevereiro, ele marcou 39 pontos na vitória por 132–122 contra o Orlando Magic, alcançando pelo quinto jogo consecutivo mais de 37 pontos. Em 9 de fevereiro, George teve 45 pontos na vitória de 117–112 sobre os Rockets. Em 11 de fevereiro, ele registrou seu terceiro triplo-duplo da carreira com 47 pontos, 12 rebotes e 10 assistências na vitória por 120–111 sobre o Portland Trail Blazers. Em 22 de fevereiro, ele fez 45 pontos e acertou a cesta da vitória com 0,8 segundos restantes na segunda prorrogação, garantindo a vitória do Thunder por 148–147 sobre o Jazz.
Em 26 de fevereiro, George teve uma lesão no ombro contra o Denver Nuggets, o que levou sua porcentagem de acerto de três pontos cair de 40,2% para 33,8%, com 9,7 tentativas por jogo. Apesar disso, ele foi nomeado Jogador do Mês da Conferência Oeste em fevereiro e terminou a temporada em terceiro lugar nas votações para MVP e Jogador Defensivo do Ano. O Thunder foi eliminado na primeira rodada dos playoffs pelos Trail Blazers em cinco jogos, com George marcando 36 pontos no Jogo 5.
Após a temporada, George passou por duas cirurgias no ombro devido à lesão sofrida, sendo a primeira para tratar um tendão parcialmente rompido e a segunda para corrigir o labrum.

### Los Angeles Clippers (2019–2024)

#### Temporada de 2019–20
Em 10 de julho de 2019, o Thunder trocou George para o Los Angeles Clippers em troca de Shai Gilgeous-Alexander, Danilo Gallinari, cinco escolhas de primeira rodada no draft e os direitos de trocar outras duas escolhas de primeira rodada.
Após perder os primeiros 11 jogos da temporada regular se recuperando de duas cirurgias no ombro, George fez sua estreia pelos Clippers em 14 de novembro de 2019, contra o New Orleans Pelicans, marcando 33 pontos em uma derrota por 132–127. Dois dias depois, em sua estreia em casa contra o Atlanta Hawks, George fez 37 pontos em apenas 20 minutos, liderando os Clippers a uma vitória de 150–101.
Em 9 de dezembro de 2019, George retornou a Indiana e registrou 36 pontos e nove rebotes em uma vitória de 110–99 sobre sua antiga equipe, o Indiana Pacers. Quatro dias depois, George marcou 46 pontos na vitória de 124–117 sobre o Minnesota Timberwolves, tornando-se, ao lado de Kawhi Leonard, a primeira dupla na história dos Clippers a marcar 40 pontos em um único jogo, com Leonard anotando 42 pontos.
Durante os playoffs de 2020, que ocorreram em Orlando, após a suspensão da temporada devido à pandemia de COVID-19, George foi alvo de frequentes críticas por sua performance inconsistente. Em 13 jogos de playoffs, ele teve média de 20,2 pontos, o que representou sua menor média de pontos nos playoffs desde sua terceira temporada na NBA. George teve um aproveitamento de 39,8% nos arremessos, sendo a quarta vez em sua carreira que terminou uma série de playoffs com um percentual abaixo de 40%. Ele foi especialmente criticado pela derrota dos Clippers na segunda rodada para o Denver Nuggets, na qual a equipe desperdiçou uma vantagem de 3–1 na série, tornando-se o 12º time na história da NBA a sofrer essa reversão. No Jogo 7, George marcou apenas 10 pontos com 25% de aproveitamento nos arremessos e não fez nenhum ponto no quarto período. Sua performance ruim incluiu um lance marcante, onde ele errou um arremesso de três pontos que acertou o lado do aro. Nas redes sociais, George ganhou o apelido de "Pandemic P", uma referência irônica ao apelido "Playoff P", que ele havia dado a si mesmo alguns anos antes.

#### Temporada de 2020–21
Em 10 de dezembro de 2020, George assinou uma extensão de contrato de quatro anos e US$190 milhões com os Clippers.
Em 22 de dezembro, ele marcou 33 pontos, 26 deles no segundo tempo, para liderar os Clippers a uma vitória de 116–109 sobre o Los Angeles Lakers na abertura da temporada. No Jogo 6 das semifinais de conferência contra o Utah Jazz, George registrou 28 pontos, nove rebotes, sete assistências e três roubos de bola em uma vitória de 131–119, levando os Clippers à sua primeira final de conferência da história. Jogando contra o Phoenix Suns em sua terceira final de conferência, George anotou um recorde pessoal nos playoffs com 41 pontos, além de 13 rebotes e seis assistências, na vitória crucial por 116–102 no Jogo 5. No entanto, os Clippers acabaram sendo derrotados pelos Suns no Jogo 6.

#### Temporada de 2021–22
Em 29 de outubro de 2021, George fez 42 pontos e pegou oito rebotes na derrota de 92–111 para o Portland Trail Blazers. Em 6 de dezembro, durante uma vitória de 102–90 sobre o Trail Blazers, George torceu o cotovelo direito e perdeu os próximos cinco jogos, retornando à equipe em uma derrota de 92–116 para o San Antonio Spurs no dia 20 de dezembro. Em 25 de dezembro, os Clippers anunciaram que George havia sofrido uma lesão no ligamento colateral ulnar (UCL) do cotovelo direito, sendo descartado por pelo menos 3 a 4 semanas.
Em 29 de março de 2022, em seu primeiro jogo após a lesão, George registrou 34 pontos, seis assistências e quatro roubos de bola na vitória de virada por 121–115 sobre o Utah Jazz. Em 9 de abril de 2022, George igualou seu recorde da carreira com 12 assistências e adicionou 23 pontos, 8 rebotes e 2 roubos de bola na vitória por 117–98 sobre o Sacramento Kings.

#### Temporada de 2022–23
Em 22 de outubro de 2022, George registrou 40 pontos, 6 rebotes e 6 assistências na vitória por 111–109 sobre os Kings. Foi a 20ª vez em sua carreira, incluindo os playoffs, que ele marcou 40 pontos, sendo a quinta vez como membro dos Clippers. Em 31 de outubro, George fez 35 pontos, 9 rebotes, 8 assistências, 6 roubos de bola e 2 bloqueios, além de um arremesso decisivo nos segundos finais para garantir a vitória de 95–93 sobre o Houston Rockets. Em 14 de dezembro, ele registrou seu 4º triplo-duplo da carreira com 17 pontos, 11 rebotes e 11 assistências na vitória de 99–88 sobre o Minnesota Timberwolves. Em 31 de dezembro, George marcou um recorde da temporada de 45 pontos, além de 9 rebotes, 4 assistências e 3 roubos de bola, na derrota de 131–130 contra sua antiga equipe, o Indiana Pacers. Em 5 de março de 2023, George registrou 42 pontos e 11 rebotes na vitória de 135–129 sobre o Memphis Grizzlies.
Em 21 de março, ele sofreu uma lesão na perna direita durante uma derrota de 101–100 para o Oklahoma City Thunder. No dia seguinte, os Clippers anunciaram que George foi diagnosticado com uma entorse no joelho direito e seria reavaliado em duas a três semanas, encerrando sua participação na temporada regular.

#### Temporada de 2023–24
Em 28 de outubro de 2023, George fez 36 pontos e acertou 15 de 15 nos lances livres em uma derrota de 120–118 contra o Utah Jazz. Em 2 de dezembro, ele registrou 25 pontos, 6 rebotes, 6 assistências e um arremesso decisivo nos segundos finais para garantir a vitória de 113–112 sobre o Golden State Warriors. Em 12 de janeiro de 2024, George marcou 37 pontos na vitória de 128–119 sobre o Memphis Grizzlies. Em 16 de janeiro, ele anotou 38 pontos, 7 rebotes, 5 assistências e 3 roubos de bola em uma vitória de 128–117 sobre o Oklahoma City Thunder.
Em 1º de abril, George marcou 41 pontos contra o Charlotte Hornets na vitória de 130–118. Em 7 de abril, ele anotou 39 pontos, além de 11 rebotes e 7 assistências, na vitória de 120–118, onde fez a cesta decisiva seguida de um bloqueio no último lance. A vitória representou a maior virada na história da franquia, já que os Clippers estavam perdendo por 26 pontos.
No Jogo 3 da primeira rodada dos playoffs contra o Dallas Mavericks, George teve uma performance de 7 pontos e 5 faltas em uma derrota. No jogo seguinte, ele se recuperou com 33 pontos, 6 rebotes, 8 assistências e 4 roubos de bola, além de um arremesso de 3 pontos decisivo no final do quarto período. Os Clippers perderam a série para os Mavericks por 4–2.
Em 29 de junho de 2024, George optou por não exercer sua opção de renovação em seu contrato para a temporada de 2024–25, tornando-se um agente livre.

### Philadelphia 76ers (2024–Presente)
Em 6 de julho de 2024, George assinou um contrato de 4 anos e US$211 milhões com o Philadelphia 76ers. Como os números de camisa 24 e 13 já haviam sido aposentados pela franquia, George optou por usar o número 8 como uma homenagem a Kobe Bryant, natural de Philadelphia.
Em 4 de novembro de 2024, George fez sua estreia pelos 76ers, registrando 15 pontos, 5 rebotes e 4 assistências em uma derrota por 118–116 para o Phoenix Suns. George havia perdido os primeiros cinco jogos da temporada devido a um hematoma ósseo decorrente de uma entorse no joelho durante a pré-temporada.

## Perfil do jogador
George entrou na liga como armador, mas foi posteriormente movido para a posição de ala, com a ascensão do armador do Indiana Pacers, Lance Stephenson. O aprimoramento de Stephenson como facilitador e distribuidor permitiu que George jogasse mais sem a bola durante as partidas. No início de sua carreira, ele não conseguia criar jogadas para si mesmo e não tinha grande controle de bola, algo que trabalhou com o treinador Jerry Powell durante a temporada de 2012. Com a lesão de Danny Granger na temporada de 2012–13, George assumiu uma maior responsabilidade ofensiva, o que resultou no Prêmio de Jogador que Mais Melhorou.
George se estabeleceu como um dos melhores defensores de perímetro da NBA. Além de sua habilidade atlética, ele desenvolveu uma reputação como um grande jogador de enterradas, participando dos concursos de enterradas de 2012 e 2014. Após a vitória dos Pacers sobre o Denver Nuggets em 10 de fevereiro de 2014, o treinador dos Nuggets, Brian Shaw, chamou George de "o melhor jogador de duas vias do jogo". O rápido progresso de George levou Pablo S. Torre, da ESPN, a afirmar: "Alguém na NBA já melhorou tão rápido quanto Paul George?"
Em agosto de 2014, foi anunciado que George havia mudado seu número de uniforme de 24 para 13, adotando o apelido mais comercial de PG-13. Ele então doou todos os seus antigos uniformes para sua escola secundária em Palmdale, Califórnia.

## Vida pessoal
Paul George é casado com Daniela Rajic. Eles ficaram noivos em novembro de 2020 e se casaram em junho de 2022. Juntos, o casal tem duas filhas e um filho, que foi nomeado em homenagem a George.
Além de sua carreira no basquete, George é co-anfitrião de um podcast chamado "Podcast P with Paul George", junto com o ator Jackie Long e o colega de time da AAU, Dallas Rutherford. Jogadores da NBA, como Jalen Green, DeMar DeRozan, Karl-Anthony Towns e Alperen Şengün, já fizeram participações no programa.
George assinou com a Nike como novato e teve uma linha de calçados e roupas com assinatura de 2017 a 2022. Em 2024, ele anunciou que a Nike re-lançaria seus modelos de tênis anteriores.

## Estatísticas da carreira

### NBA

#### Temporada Regular
| Ano      | Equipe        | PJ  | PT  | MPJ  | AP   | 3P   | LL    | RT  | AS  | BR   | TO | PPJ  |
| -------- | ------------- | --- | --- | ---- | ---- | ---- | ----- | --- | --- | ---- | -- | ---- |
| 2010–11  | Indiana       | 61  | 19  | 20.7 | .453 | .297 | .762  | 3.7 | 1.1 | 1.0  | .4 | 7.8  |
| 2011–12  | Indiana       | 66* | 66* | 29.7 | .440 | .385 | .802  | 5.6 | 2.4 | 1.6  | .6 | 12.1 |
| 2012–13  | Indiana       | 79  | 79  | 37.6 | .419 | .362 | .807  | 7.6 | 4.1 | 1.8  | .6 | 17.4 |
| 2013–14  | Indiana       | 80  | 80  | 36.2 | .424 | .364 | .864  | 6.8 | 3.5 | 1.9  | .3 | 21.7 |
| 2014–15  | Indiana       | 6   | 0   | 15.2 | .367 | .409 | .727  | 3.7 | 1.0 | .8   | .2 | 8.8  |
| 2015–16  | Indiana       | 81  | 81  | 34.8 | .418 | .372 | .860  | 7.0 | 4.1 | 1.9  | .4 | 23.1 |
| 2016–17  | Indiana       | 75  | 75  | 35.9 | .461 | .394 | .898  | 6.6 | 3.3 | 1.6  | .4 | 23.7 |
| 2017–18  | Oklahoma City | 79  | 79  | 36.6 | .430 | .401 | .822  | 5.7 | 3.3 | 2.0  | .5 | 21.9 |
| 2018–19  | Oklahoma City | 77  | 77  | 36.9 | .438 | .386 | .839  | 8.2 | 4.1 | 2.2* | .4 | 28.0 |
| 2019–20  | L.A Clippers  | 48  | 48  | 29.6 | .439 | .412 | .876  | 5.2 | 3.9 | 1.4  | .4 | 21.5 |
| 2020–21  | L.A Clippers  | 54  | 54  | 33.7 | .467 | .411 | .868  | 6.6 | 5.2 | 1.1  | .4 | 23.3 |
| 2021–22  | L.A Clippers  | 31  | 31  | 34.8 | .421 | .354 | .858  | 6.9 | 5.7 | 2.2  | .4 | 24.3 |
| 2022–23  | L.A Clippers  | 56  | 56  | 34.6 | .457 | .371 | .871  | 6.1 | 5.1 | 1.5  | .4 | 23.8 |
| 2023–24  | L.A Clippers  | 74  | 74  | 33.8 | .471 | .413 | .907  | 5.2 | 3.5 | 1.5  | .5 | 22.6 |
| Carreira | Carreira      | 867 | 819 | 32.1 | .436 | .380 | .840  | 6.0 | 3.5 | 1.6  | .4 | 20.0 |
| All-Star | All-Star      | 9   | 3   | 23.2 | .496 | .380 | 1.000 | 3.3 | 3.0 | 1.3  | .1 | 18.0 |

#### Playoffs
| Ano      | Equipe        | PJ  | PT  | MPJ  | AP   | 3P   | LL   | RT  | AS  | BR  | TO  | PPJ  |
| -------- | ------------- | --- | --- | ---- | ---- | ---- | ---- | --- | --- | --- | --- | ---- |
| 2011     | Indiana       | 5   | 5   | 26.6 | .303 | .231 | .875 | 5.0 | 1.0 | 1.4 | 2.0 | 6.0  |
| 2012     | Indiana       | 11  | 11  | 33.7 | .389 | .268 | .786 | 6.6 | 2.4 | 1.6 | .4  | 9.7  |
| 2013     | Indiana       | 19  | 19  | 41.0 | .430 | .327 | .727 | 7.4 | 5.1 | 1.3 | .5  | 19.2 |
| 2014     | Indiana       | 19  | 19  | 41.1 | .438 | .403 | .789 | 7.6 | 3.8 | 2.2 | .4  | 22.6 |
| 2016     | Indiana       | 7   | 7   | 39.3 | .455 | .419 | .953 | 7.6 | 4.3 | 2.0 | .7  | 27.3 |
| 2017     | Indiana       | 4   | 4   | 42.9 | .386 | .429 | .867 | 8.8 | 7.3 | 1.8 | .5  | 28.0 |
| 2018     | Oklahoma City | 6   | 6   | 41.9 | .408 | .365 | .861 | 6.0 | 2.7 | 1.3 | .7  | 24.7 |
| 2019     | Oklahoma City | 5   | 5   | 40.8 | .436 | .319 | .816 | 8.6 | 3.6 | 1.4 | .2  | 28.6 |
| 2020     | L.A. Clippers | 13  | 13  | 36.8 | .398 | .333 | .909 | 6.1 | 3.8 | 1.5 | .5  | 20.2 |
| 2021     | L.A. Clippers | 19  | 19  | 40.9 | .441 | .336 | .844 | 9.6 | 5.4 | 1.0 | .5  | 26.9 |
| 2024     | L.A. Clippers | 6   | 6   | 37.1 | .411 | .367 | .840 | 6.8 | 4.8 | 1.2 | .5  | 19.5 |
| Carreira | Carreira      | 114 | 114 | 38.3 | .408 | .345 | .842 | 7.2 | 4.0 | 1.5 | .6  | 21.1 |

### Universitário
| Ano      | Equipe       | PJ | PT | MPJ  | AP   | 3P   | LL   | RT  | AS  | BR  | TO  | PPJ  |
| -------- | ------------ | -- | -- | ---- | ---- | ---- | ---- | --- | --- | --- | --- | ---- |
| 2008–09  | Fresno State | 34 | 34 | 34.6 | .470 | .447 | .697 | 6.2 | 1.9 | 1.7 | 1.0 | 14.3 |
| 2009–10  | Fresno State | 29 | 29 | 33.2 | .424 | .353 | .909 | 7.2 | 3.0 | 2.2 | .8  | 16.8 |
| Carreira | Carreira     | 63 | 63 | 33.9 | .446 | .400 | .802 | 6.7 | 2.4 | 1.9 | .9  | 15.5 |

Fonte:

## Prêmios e Homenagens
- NBA Most Improved Player: 2013
- NBA All-Rookie Team:
  - segundo time: 2011
- 9x NBA All-Star: 2013, 2014, 2016, 2017, 2018, 2019, 2021, 2023, 2024
- 5x All-NBA Team:
  - primeiro time: 2019
  - terceiro time: 2013, 2014, 2016, 2018
- 4x NBA All-Defensive Team:
  - primeiro time: 2014, 2019
  - segundo time: 2013, 2016
- Seleção dos Estados Unidos:
  - Jogos Olímpicos:
    -  Medalha de Ouro 2016